# Baiami torbayensis
Baiami torbayensis là một loài nhện trong họ Stiphidiidae.
Loài này thuộc chi Baiami. Baiami torbayensis được M.R. Gray miêu tả năm 1981.